# نورويتش (أونتاريو)
نورويتش، أونتاريو (بالإنجليزية: Norwich)‏ هي مدينة كندية تقع في مقاطعة أونتاريو. تبلغ مساحة هذه المدينة 431.2767 (كم²)، ويبلغ عدد سكانها 10481 نسمة حسب إحصاء سنة 2006 م، بينما كان يسكنها 10478 نسمة في سنة 2001 م. تحتل هذه المدينة المرتبة رقم 363 بين مدن كندا حسب عدد السكان والمرتبة رقم 140 في المقاطعة. نما عدد السكان في هذه المدينة بنسبة (0) بين العامين المذكورين.

## أعلام
- ويليام ميلفيل مارتن
- إميلي ستو
- باتريك ميرفي

## وصلات خارجية
- الأطلس الحكومي لكندا
- إحصاءات كندا مع ساعة تعداد السكان